# Comuna Ovsiukî, Hrebinka
Ovsiukî (în ucraineană Овсюки) este o comună în raionul Hrebinka, regiunea Poltava, Ucraina, formată din satele Okip, Ovsiukî (reședința) și Pokrovșciîna.

## Demografie
Componența lingvistică a comunei Ovsiukî
     Ucraineană (97,79%)
     Rusă (2,02%)
     Alte limbi (0,19%)
Conform recensământului din 2001, majoritatea populației comunei Ovsiukî era vorbitoare de ucraineană (97,79%), existând în minoritate și vorbitori de rusă (2,02%).